# 葉山村 (滋賀県)
葉山村（はやまむら）は、滋賀県栗太郡にあった村。現在の栗東市の北部、野洲川の左岸、草津線・手原駅および名神高速道路・栗東インターチェンジの周辺にあたる。

## 地理
- 河川：野洲川、葉山川

## 歴史
- 1889年（明治22年）4月1日 - 町村制の施行により、伊勢落村・林村・六地蔵村・小野村・手原村・大橋村・出庭村・辻村・今里村が合併して発足。
- 1954年（昭和29年）10月1日 - 治田村・金勝村・大宝村と合併して栗東町が発足。同日葉山村廃止。

## 交通

### 鉄道路線
- 日本国有鉄道
  - 草津線
    - 手原駅

### 道路
- 国道1号
- 国道8号

現在は旧村域に名神高速道路の栗東インターチェンジが所在するが、当時は未開業。